# برايان كورنيل
برايان كورنيل (بالإنجليزية: Brian Cornell)‏ هو كبير الإداريين التنفيذيين ورئيس مجلس الإدارة ورائد أعمال أمريكي، ولد في 1960 في كوينز في الولايات المتحدة.

## وصلات خارجية
- برايان كورنيل على موقع إن إن دي بي (الإنجليزية)